# لوکس کپیتال
لوکس کپیتال (انگلیسی: Lux Capital) شرکت سرمایه‌گذاری آمریکایی است، که در سال ۲۰۰۰ تأسیس شد.